# باش‌قلعه
باش‌قلعه (به ترکی استانبولی: Başkale)؛ (آداماکرت ارمنی: Ադամակերտ)؛ (به کردی الباک)، شهری است در کشور ترکیه که در استان وان واقع شده‌است. جمعیت این شهر بر اساس سرشماری سال ۲۰۰۸ میلادی ۱۴٬۶۰۱ نفر و بر اساس برآوردهای سال ۲۰۰۹ میلادی ۱۳٬۲۹۲ نفر می‌باشد.